# Severino Poletto
Severino Poletto (Salgareda, 18 de Março de 1933 – Moncalieri, 17 de dezembro de 2022) foi um cardeal da Igreja Católica italiano, arcebispo-emérito de Turim.

## Biografia
Ordenado padre em 29 de Junho de 1957 pelo Bispo Giuseppe Angrisani de Casale Monferrato, foi em 3 de Abril de 1980 nomeado Bispo coadjutor de Fossano. Em 17 de Maio de 1980 veio a ser ordenado Bispo pelo Cardeal Anastasio Alberto Ballestrero. Sucedeu como Bispo de Fossano em 29 de Outubro de 1980. Em 16 de Março de 1989 Severino Poletto foi nomeado Bispo de Asti, para, em 19 de Junho de 1999, ser nomeado Arcebispo de Turim, renunciou em 13 de Outubro de 2010 do governo da Arquidiocese.
Morreu em 17 de dezembro de 2022, aos 89 anos de idade, em Moncalieri.

## Cardinalato
No consistório de 21 de Fevereiro de 2001 Severino Poletto foi nomeado Cardeal pelo Papa João Paulo II, sendo-lhe outorgado o título de Cardeal-Presbítero de São José na Via Trionfale.

## Conclaves
- Conclave de 2005 - participou da eleição de Joseph Ratzinger como Papa Bento XVI.
- Conclave de 2013 - participou da eleição de Jorge Mario Bergoglio como Papa Francisco.